# Poemat filozoficzny
Poemat filozoficzny – gatunek literatury dydaktycznej zbliżony do poematu dydaktycznego, stanowiący wierszowany wykład określonej doktryny filozoficznej, a czasem także światopoglądowej lub naukowej.
Pierwsze teksty filozoficzne Zachodu miały postać poematów filozoficznych. Prawdopodobnie najstarszym z nich był poemat Περὶ φύσεως (Peri physeos, O naturze) Anaksymandra. Zwyczaj ujmowania swoich myśli w formę poematu był powszechny wśród przedsokratejskich filozofów przyrody, a większość powstałych utworów także nosiła tytuł Περὶ φύσεως. Od zwyczaju tego odeszli sofiści – w późniejszej filozofii starożytnej poematy filozoficzne stały się rzadsze (najsławniejszym z nich jest De rerum natura Lukrecjusza), a w filozofii późniejszej zanikły niemal całkowicie.